# Låt solen skina
Låt solen skina är ett album från 1977 av den kristna sångaren Artur Erikson. På skivan medverkar även sångerskan Catharina Olsson och pianisten Lars Roos.

## Låtlista

### Sida 1
1. Låt solen skina
2. Jag sökte så länge
3. Ur: "Lovesong"
4. Varje själ har sin väg
5. Det vackraste du såg
6. Crucifix
7. Så tag nu mina händer

### Sida 2
1. Aftonvisa
2. Det är vackrast när det skymmer
3. Vårsång
4. Under rönn och syren
5. Afton i skogen
6. Flyttfåglarnas avskedssång
7. Höstsång
8. Ängeln